# 1,3-propanodiol
El 1,3-propanodiol es un compuesto orgánico lineal, un diol por tener dos grupos hidroxilo. Es el monómero que se emplea para sintetizar los polímeros Sorona entre otros. Puede obtenerse del petróleo, o a partir del maíz.
Fórmula química desarrollada: H2COH-CH2-CH2OH